# Tåsen Station
Tåsen Station (Tåsen stasjon) er en metrostation på Sognsvannsbanen på T-banen i Oslo. Stationen, der blev åbnet sammen med banen i 1934, ligger ved Tåsensenteret og Tåsen skole. I forbindelse med opgraderingen af banen til metrostandard i 1992 blev stationen flyttet nordpå til den nordlige side af Ring 3.
24. februar 1992 skete der en alvorlig ulykke ved stationen, da et T-banetog kolliderede med en gravemaskine, der arbejdede i sporet. En kvinde blev dræbt, og 12 personer blev kvæstet.